# Vetrificazione
La vetrificazione è il processo durante il quale un liquido si trasforma in solido amorfo. Tale processo avviene in seguito ad un brusco raffreddamento del liquido, per cui il solido che si viene a formare viene anche detto "liquido sottoraffreddato".
Se invece il raffreddamento viene svolto lentamente si può avere la formazione di una struttura molecolare ordinata (struttura cristallina).

Nel caso ad esempio dei borani c'è un network di legami covalenti che non sono rotti dalla fusione, per cui si ottiene un liquido viscoso; se questo liquido viscoso viene raffreddato velocemente l'energia cinetica diviene insufficiente a far deformare il network di legami covalenti, ma non è possibile neanche formare un cristallo dal momento che la viscosità è tale da impedire il raggiungimento dell'ordine tridimensionale a lungo raggio tipico dei solidi. Dunque gli atomi si congelano nella posizione in cui si trovano e non hanno più mobilità.

## La vetrificazione dei polimeri
In scienza dei polimeri, la vetrificazione di un polimero si ha quando la temperatura scende sotto la temperatura di transizione vetrosa.